# Mælkeriet Enighedens 25 Aars Jubilæum 1922
|  | Denne artikel er oprettet af botten PalnaBot ud fra en ekstern database. Den kan derfor have sproglige fejl eller mangler. Denne skabelon kan fjernes efter kontrol af indholdet. |

Mælkeriet Enighedens 25 Aars Jubilæum 1922 er en film med ukendt instruktør.

## Handling
Optagelser af mælkeproduktion og -udbringning i anledning af 25-års jubilæet for mejeriet Enigheden. Hestetrukne mælkevogne og -biler pyntet med flag kører ud af Enighedens port med dagens mælk.